# Sainte-Marie-la-Mer
Sainte-Marie-la-Mer (före 2017: Sainte-Marie) är en kommun i departementet Pyrénées-Orientales i regionen Occitanien i södra Frankrike. Kommunen ligger i kantonen Canet-en-Roussillon som tillhör arrondissementet Perpignan. År 2022 hade Sainte-Marie-la-Mer 4 749 invånare.

## Befolkningsutveckling

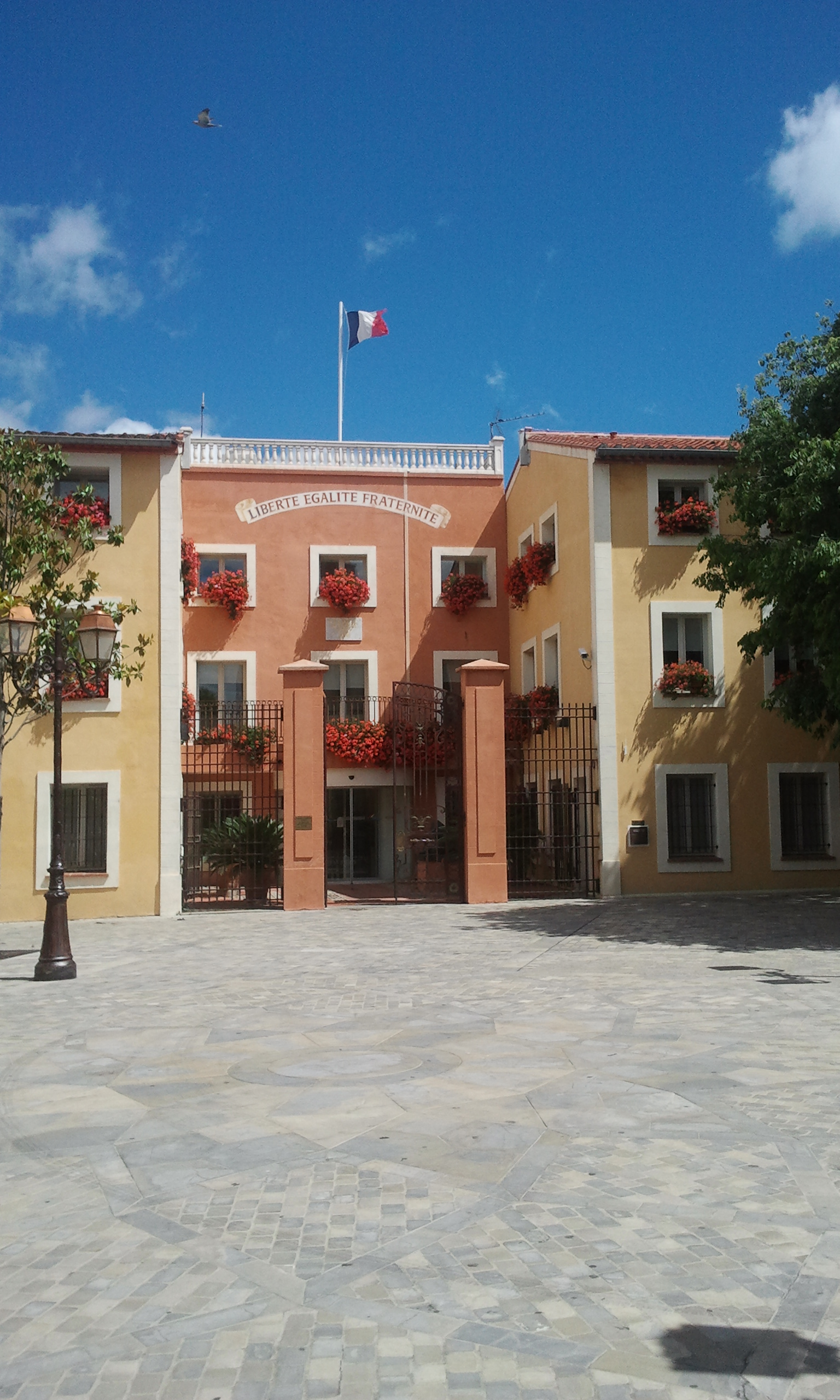
Sainte-Marie rådhus

Antalet invånare i kommunen Sainte-Marie-la-Mer
| Referens: INSEE |